# Valerio Verre
Valerio Verre (ur. 11 stycznia 1994 w Rzymie) – włoski piłkarz występujący na pozycji pomocnika we włoskim klubie Sampdoria. Wychowanek Romy, w trakcie swojej kariery grał także w takich zespołach jak Genoa, Siena, Udinese, Palermo, Perugia, Pescara oraz Hellas Verona. Młodzieżowy reprezentant Włoch.